# La Molina del Portillo de Busto
La Molina del Portillo de Busto es una localidad del municipio burgalés de Oña, en la comunidad autónoma de Castilla y León (España).

## Toponimia
El lugar puede aparecer referido como «La Molina del Portillo del Busto» y «La Molina del Portillo de Busto».

## Geografía
Localidad ubicada en pleno corazón del Parque Natural de los Montes Obarenes.

## Localidades limítrofes
Confina con las siguientes localidades:
- Al noreste con Cubilla de la Sierra.
- Al sureste con Miraveche.
- Al sur con Cascajares de Bureba.
- Al oeste con Zangández.
- Al noroeste con Valderrama.

## Historia
Hacia mediados del siglo XIX, el lugar, por entonces con ayuntamiento propio, tenía contabilizada una población de 75 habitantes. Aparece descrito en el undécimo volumen del Diccionario geográfico-estadístico-histórico de España y sus posesiones de Ultramar de Pascual Madoz con las siguientes palabras:

MOLINA DEL PORTILLO DE BUSTO (la): v. con ayunt. en la prov., dióc., aud. terr. y c. g. de Burgos (11 leg.), part. jud. de Briviesca (4): sit. en una ladera donde reinan con mas frecuencia los vientos N. y O.; goza de un clima frio pero bastante sano. Tiene 22 casas con la consistorial que sirve tambien de cárcel, una escuela de primeras letras concurrida por 26 alumnos de ambos sexos, y dotada con 22 fan. de trigo; muchas fuentes de escelente calidad en el térm.; una igl. parr. matriz (San Roman) servida por un cura párroco y un sacristan; y una ermita colocada en medio de la pobl. bajo el título de Ntra. Sra. del Barrio. Confina el térm. N. Valderramo; NE. Dubilla; S. Cascajares, y O. Zangandez. El terreno es de mediana clase, hallándose todo él rodeado de montes, de los que solo 2 estan poblados; cruza por el térm. el r. titulado Ranera que nace mas abajo de Cubilla, el cual corre hácia el O. hasta llegar á Zangandez, donde tuerce al N. bañando los pueblos de Ranera y Tobera y va á desembocar en el Ebro por bajo de Frias. caminos: hay 2 de herradura que dirigen el uno á dicho Frias y el otro á Oña, ambos en mediano estado. correos: la correspondencia se recibe de Frias por los mismos interesados. prod.: trigo, centeno, cebada y legumbres, de todo en pequeña cantidad; ganado lanar, vacuno, yeguar y cabrío, y caza de perdices. pobl.: 20 vec., 75 alm. cap. prod.: 423,520 rs. imp.: 41,669. El presupuesto municipal asciende á unos 100 ducados, y se cubre por reparto vecinal.
(Madoz, 1848, p. 466)

El municipio de La Molina del Portillo del Busto desapareció de cara al censo de 1857 y el territorio pasó a formar parte del de Bárcena de los Montes.

## Demografía
En 2022, la entidad singular de población tenía empadronados once habitantes y el núcleo de población, los mismos.
Evolución de la población
| Gráfica de evolución demográfica de La Molina del Portillo de Busto entre 2000 y 2017 |
|                                                                                       |
| Población de derecho (2000-2017) según el padrón municipal del INE                    |

## Patrimonio
La iglesia está dedicada a santa Marina.